# Kétútköz megállóhely
Kétútköz megállóhely egy Heves vármegyei vasúti megállóhely Egerfarmos és Poroszló települések közigazgatási határán; a megálló létesítményei egerfarmosi területen helyezkednek el, maga Kétútköz viszont Poroszlóhoz tartozik). A megállóhelyet a MÁV üzemelteti; csak mezőgazdasági utakon közelíthető meg.

## Vasútvonalak
A megállóhelyet az alábbi vasútvonalak érintik:
- Debrecen–Füzesabony-vasútvonal

## Kapcsolódó állomások
A megállóhelyhez az alábbi állomások vannak a legközelebb:
- Poroszló vasútállomás (Debrecen–Füzesabony-vasútvonal)
- Egerfarmos megállóhely (Debrecen–Füzesabony-vasútvonal)

## Forgalom
| Járat        | Útvonal | Gyakoriság |
| ------------ | --- | ---------- |
| személyvonat | Debrecen – Tócóvölgy – Kismacs – Macs Ipari Park mh. – Nagyhát – Balmazújváros – Kónya – Hortobágy – Hortobágyi Halastó – Ohat-Pusztakócs – Egyek – Tiszafüred – Poroszló – (Kétútköz –) Egerfarmos – Mezőtárkány – Füzesabony | Napi 2 pár |